# Марек Холи
Марек Холи (на словашки: Marek Hollý) е бивш словашки футболист, играл като опорен полузащитник. Най-известен е като футболист на ЦСКА Москва в края на 90-те години на XX в. Има 1 мач за националния отбор на своята страна.

## Клубна кариера
Започва да играе в родния си град Мартин. През 1989 г. постъпва в армията е става част от младежкия тим на Дукла (Банска Бистрица), като паралелно е писар и танкист.
През 1993 г. става част от СК Сигма Оломоуц, като е единственият чужденец в състава. В Сигма Холи е един от основните играчи като интерес към него има френският Нант, но в началото на 1997 г. халфът получава контузия и трансферът пропада. Вместо това преминава в Слован (Братислава). През есента на 1998 г. отборът изпада в криза и халфът отказва да понижи заплатата си, в резултат на което е запратен в дублиращия отбор.
В началото на 1999 г. е даден под наем на руския Локомотив Нижни Новгород. Играе във всички мачове от първия полусезон, като вкарва и 2 попадения. Словакът играе добре в партньорство с Дмитрий Кузнецов и Владимир Татарчук в средата на терена, но наемът му изтича през лятото на 1999 г. С помощта на Кузнецов е взет в ЦСКА Москва до края на сезона. Помага на тима да достигне до 3-то място във Висшата лига.
ЦСКА не успява да закупи словака и през 2000 г. той е продаден на Алания (Владикавказ). В тима от Осетия обаче Холи изпитва проблеми с адаптацията и само след половин сезон отново става част от московските армейци. След като тимът е закупен от Евгений Гинер и са привлечени много нови футболисти, Холи е продаден в Анжи, откъдето в ЦСКА пристигат Елвер Рахимич и Предраг Ранджелович.
През 2002 г. играе във Волгар-Газпром. Прекратява кариерата си след като съпругата му умира от рак. Опитва се да се завърне във футбола с екипа на родния си Мартин, но получава тежка контузия с риск за живота му. Занимава се с хотелиерство.

## Национален отбор
През 2001 г. записва мач за словашкия национален отбор срещу тима на Румъния.